# Кролик, Владислав Васильевич
Владислав Васильевич Кролик (бел. Уладзіслаў Васілевіч Кролік; род. 28 января 2005, Минск) — белорусский футболист, полузащитник минского «Динамо».

## Карьера
Воспитанник футбольной академии минского «Динамо», в составе которого прошёл все детские и юношеские команды. В сезоне 2022 года футболист стал выступать за дублирующий состав минского клуба. В начале 2024 года футболист был переведён в основную команду. Новый сезон футболист начал 2 марта 2024 года с поражения за Суперкубок Беларуси жодинскому «Торпедо-БелАЗ», однако на поле так и не вышел. Дебютировал за клуб футболист 6 марта 2024 года в четвертьфинальном матче Кубка Беларуси против борисовского БАТЭ, выйдя на поле в стартовом составе. Свой дебютный матч в чемпионате футболист сыграл 16 марта 2024 года против «Сморгони», выйдя на поле в стартовом составе. В апреле 2024 года футболист отправился в распоряжение второй команды минского клуба. Дебютный матч за команду футболист сыграл 6 апреля 2024 года против долбизновской «Нивы», выйдя на поле в стартовом составе.

## Международная карьера
В ноябре 2022 года футболист получил вызов в юношескую сборную Беларуси до 18 лет, за которую дебютировал в товарищеском матче против сборной России. В июне 2023 года футболист получил вызов в юношескую сборную Беларуси до 19 лет. Дебютировал за сборную футболист 18 июня 2023 года в товарищеском матче против сборной Грузии.

## Достижения
«Динамо» Минск
- Чемпион Беларуси: 2024